# Mulranny
Mulranny o Mallaranny (in irlandese Mhala Raithní che significa "la sommità della collina delle felci" - in inglese chiamata frequentemente anche 'Malaranny', 'Mullaranny' o 'Mullranny') è una località della Repubblica d'Irlanda. Fa parte della Contea di Mayo, nella provincia del Connacht ed è situata lungo la costa atlantica della stessa, nell'istmo che divide la pittoresca Baia di Clew dalla propaggine più interna del ramo meridionale dalle vasta Baia di Blacksod.
Sebbene sia più nota come Mulranny, ufficialmente e nella cartellonistica stradale è indicata come Mallaranny.
La posizione peculiare di Mulranny la rende una località apprezzata benché ancora non molto conosciuta a livello turistico. Il villaggio è una sorta di gateway per la zona settentrionale di Erris e meta di ingresso per la vicina e famosa Achill Island ed offre viste molto suggestive sulla Baia di Clew, oltre che varie spiagge (una Bandiera Blu) ed una laguna.
Non solo ma anche il clima è relativamente propizio paragonato agli standard dell'area ed in particolare a quelli delle vicine Corraun ed Achill, esposte direttamente all'Atlantico e molto più estreme e desolate. Questo fattore ha determinato la crescita ad esempio di piante particolari, di cui il villaggio fa vanto, come fuchsia e fiori tropicali e mediterranei, celebrati in un festival annuale.
Nel 2011, Mulranny ha vinto il premio EDEN (European Destination of Excellence).

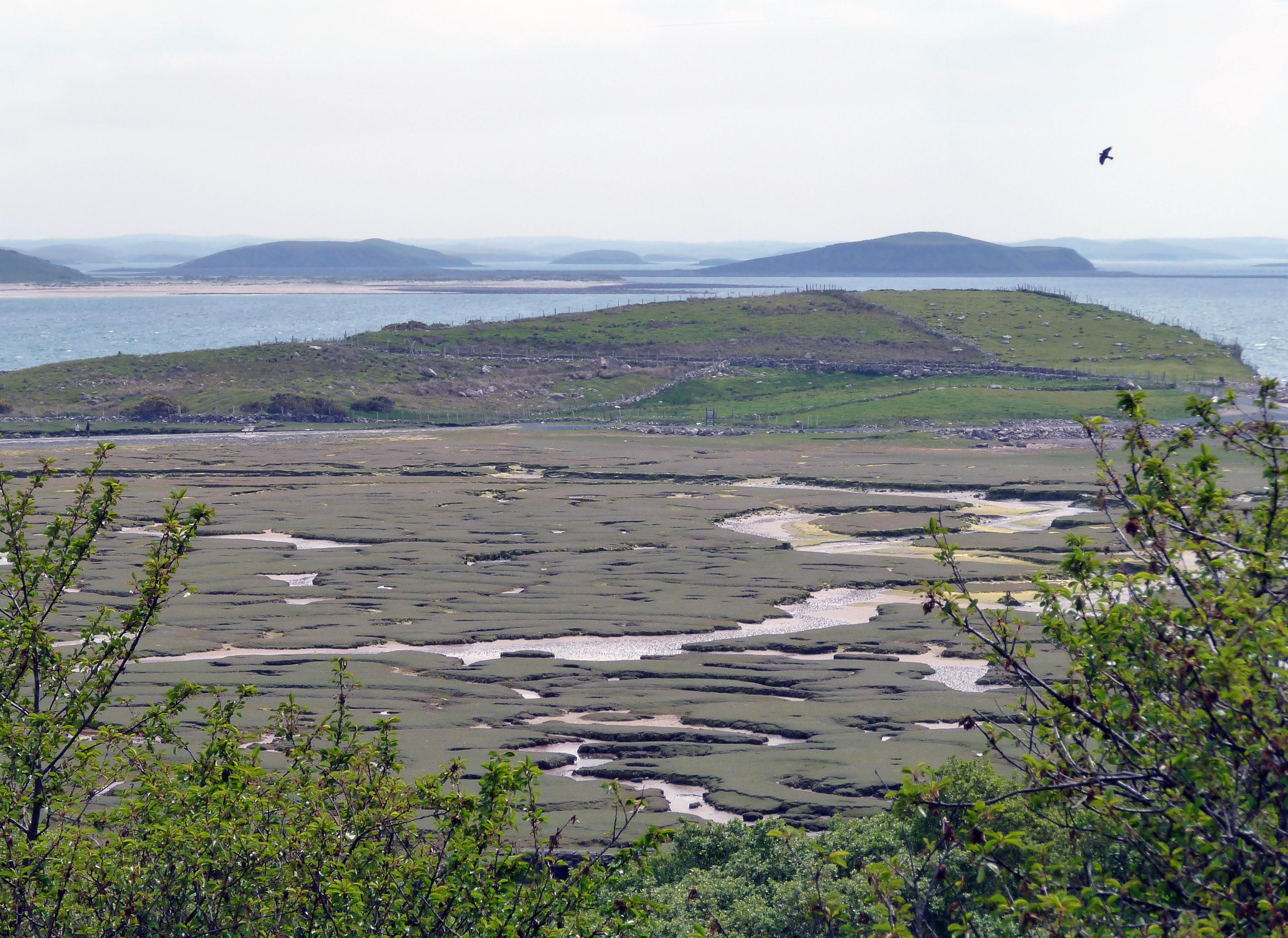
Laguna e Baia di Clew viste da Mulranny